# Третница (река)

Третница — река в России, в Кировской и Костромской областях, протекает по территории Шабалинского и Поназыревского районов, соответственно. Устье реки находится в 61 км по левому берегу реки Нея. Длина реки составляет 13 км. 
Река берёт начало в 13 км юго-восточнее Поназырево на территории Кировской области, затем перетекает на территорию Костромской. Течёт на северо-запад по ненаселённому лесу, впадает в Нею ниже Поназырево.

## Данные водного реестра
По данным государственного водного реестра России относится к Верхневолжскому бассейновому округу, водохозяйственный участок реки — Ветлуга от истока до города Ветлуга, речной подбассейн реки — Волга от впадения Оки до Куйбышевского водохранилища (без бассейна Суры). Речной бассейн реки — (Верхняя) Волга до Куйбышевского водохранилища (без бассейна Оки).
По данным геоинформационной системы водохозяйственного районирования территории РФ, подготовленной Федеральным агентством водных ресурсов:
- Код водного объекта в государственном водном реестре — 08010400112110000042018
- Код по гидрологической изученности (ГИ) — 110004201
- Код бассейна — 08.01.04.001
- Номер тома по ГИ — 10
- Выпуск по ГИ — 0